# Спокусник (фільм, 2011)
«Спокусник» (нім. Kokowääh, от фр. Coq au vin — Півень у вині) — німецька комедія режисера Тіля Швайґера. Прем'єра в Україні пройшла 8 вересня 2011 року.

## Сюжет
Генрі — сценарист, що переживає творчу кризу. В один день отримує пропозицію надрукувати сценарій фільму по мотивам роману своєї колишньої дівчини Катаріни, яку він досі кохає. Він отримує другий шанс, проте в той же день до нього приходить восьмирічна Магдалена із листом. У листі написано, що Магдалена — це донька Генрі, а у її матері виникли великі труднощі на роботі, тому дівчинка повинна деякий час пожити із батьком. Генрі змушений розриватися між двома дорогими йому дівчинами, навчатися бути батьком і вперше зрозуміти, що таке відповідальність.

## У ролях
- Тіль Швайґер — Генрі
- Емма Швайґер — Магдалена
- Жасмін Джерат — Катаріна
- Семюел Фінци — Тристан
- Нуман Акар — працівник
- Мерет Беккер — Шарлотта
- Луна Швайґер — дочка у супермаркеті

## Саундтрек
- Angels & Airwaves — Epic Holiday (04:35)
- Martin Todsharow — Wings (02:40)
- Daniel Nitt — Falling (03:23)
- Dirk Reichardt, Mirko Schaffer — Little Child (01:59)
- Hurts — Stay (03:34)
- Martin Todsharow — Rise (03:16)
- Amy Macdonald — Your Time Will Come (03:27)
- Martin Todsharow — Memories (01:59)
- Dirk Reichardt, Mirko Schaffer — Yesterday (01:40)
- Martin Todsharow — Awakening (02:03)
- M83 — We Own The Sky (04:58)
- Dirk Reichardt & Mirko Schaffe — Until July (02:07)
- The National — Sorrow (03:20)
- Dirk Reichardt & Mirko Schaffe — Circles (02:06)
- White Apple Tree — Snowflakes (03:55)
- Dirk Reichardt & Mirko Schaffe — How Does It Feel (02:38)
- OneRepublic — Say (All I Need) (03:41)
- Dirk Reichardt & Mirko Schaffe — Responsibility (02:12)
- Eskju Divine — Grace (03:01)
- Natalie Imbruglia — Torn (04:00)
- Dirk Reichardt, Mirko Schaffer — Where Do You Go (02:21)
- Martin Todsharow — The Italian (01:13)
- The Script — Breakeven (04:17)
- White Apple Tree — Snowflakes (Original Chord Remix By F. Gharadjedaghi & R. Zenker) (03:32)
- Daniel Nitt — Falling (Paul Van Dyk Remix) (05:30)
- Hurts — Affair (06:14)
- Eskju Divine — Put Your Arms Around Me (04:42)
- Unkle Bob — Brighter (03:08)
- OneRepublic — Lullaby (04:18)
- White Apple Tree — Snowflakes (Club Remix Extended by F. Gharadjedaghi & R. Zenker) (05:31)
- Daniel Nitt — Falling (Paul van Dyk Remix Extended) (07:56)
- Martin Todsharow — Wings (Roots Remix) (04:22)
- Dirk Reichardt, Mirko Schaffer — School's Out (04:22)
- Dirk Reichardt, Mirko Schaffer — Dreams (02:26)
- Dirk Reichardt, Mirko Schaffer — Shadows (02:02)
- Dirk Reichardt, Mirko Schaffer — Storms (02:36)
- Dirk Reichardt, Mirko Schaffer — Teardrops (02:42)
- Dirk Reichardt, Mirko Schaffer — Your Hand In Mine (03:11)
- Hurts — Stay (Groove Armada Remix / Radio Edit) (05:24)
- White Apple Tree — Snowflakes (Club Remix Short By F. Gharadjedaghi & R. Zenker) (03:26)
- Martin Todsharow — Breath / Rob's Theme (02:54)
- OneRepublic — Stop And Stare (03:45)

## Ремейк
Американський актор Бредлі Купер збирається виконати головну роль анголомовного ремейку німецької драми Тіля Швайґера «Спокусник», також актор може стати постановником картини.[джерело?]